# Колацин (Лодзинське воєводство)
Колацин (пол. Kołacin) — село в Польщі, у гміні Дмосін Бжезінського повіту Лодзинського воєводства.
Населення — 383 особи (2011).
У 1975-1998 роках село належало до Скерневицького воєводства.

## Демографія
Демографічна структура станом на 31 березня 2011 року:
|          | Загалом | Допрацездатний вік | Працездатний вік | Постпрацездатний вік |
| -------- | ------- | ------------------ | ---------------- | -------------------- |
| Чоловіки | 205     | 36                 | 140              | 29                   |
| Жінки    | 178     | 26                 | 98               | 54                   |
| Разом    | 383     | 62                 | 238              | 83                   |